# Nashville (Indiana)
Nashville es un pueblo ubicado en el condado de Brown en el estado estadounidense de Indiana. En el Censo de 2010 tenía una población de 803 habitantes y una densidad poblacional de 305,16 personas por km².

## Geografía
Nashville se encuentra ubicado en las coordenadas 39°12′40″N 86°14′42″O / 39.21111, -86.24500. Según la Oficina del Censo de los Estados Unidos, Nashville tiene una superficie total de 2.63 km², de la cual 2.62 km² corresponden a tierra firme y (0.49%) 0.01 km² es agua.

## Demografía
Según el censo de 2010, había 803 personas residiendo en Nashville. La densidad de población era de 305,16 hab./km². De los 803 habitantes, Nashville estaba compuesto por el 98.13% blancos, el 0.37% eran afroamericanos, el 0.25% eran amerindios, el 0.12% eran asiáticos, el 0% eran isleños del Pacífico, el 0.62% eran de otras razas y el 0.5% pertenecían a dos o más razas. Del total de la población el 0.75% eran hispanos o latinos de cualquier raza.